# Lech Niedźwiedziński
Lech Niedźwiedziński (ur. 23 kwietnia 1948 w Lesznie) – polski gitarzysta blues-rockowy i rockowy, wokalista, kompozytor, autor tekstów, animator kultury i instruktor prowadzący zespoły muzyczne. Niegdyś również basista – jako gitarzysta i wokalista sporadycznie wspomaga się harmonijką ustną.

## Życiorys
Debiutował w 1964 roku, grając w amatorskich zespołach muzycznych w Liceum Ogólnokształcącym w Lesznie, zaś w czasie studiów na Uniwersytecie Wrocławskim we Wrocławiu, będąc basistą i wokalistą młodzieżowej grupy Emil i Dentyści (1968–1969), którą współtworzył przy klubie Dwudziestolatka wraz z: Faustynem Lesiorzem (śpiew, gitara rytmiczna), Aleksandrem Mrożkiem (gitara prowadząca), Andrzejem Pluszczem (pianino, śpiew) i Stanisławem Kasprzykiem (perkusja).
Po ukończeniu studiów powrócił do rodzinnego Leszna, gdzie od 1970 roku liderował założonemu przez siebie i działającemu w Wolsztynie i w Lesznie, hard-rockowemu zespołowi Uśmiech Hadesu, który około 1973 roku zmienił nazwę na Hades, grając od tej pory kilkunastominutowe suity spod znaku rocka progresywnego z elementami art-rocka i jazz-rocka oraz krótsze utwory spod znaku bluesa i rocka. Formacja była wyróżniana i nagradzana na Wielkopolskich Rytmach Młodych w Jarocinie (wyróżnienie w 1975; I nagroda, tj. „Złoty Kameleon” w 1976), Muzycznej Jesieni w Grodkowie (nagroda za suitę Taniec Światowida w 1979) i Folk Blues Meetingu w Poznaniu (1980).
Zespół występował na festiwalach jarocińskich, także w latach 1971 i 1978, zaś w czerwcu 1980 roku został rozwiązany. 5 maja 2024 roku nakładem wydawnictwa Kameleon Records, ukazał się album Hadesu z nagraniami archiwalnymi z lat 1979–1980 pt. Taniec Światowida. W latach 1980–1985 leszczyński muzyk był gitarzystą zespołów rockowych: Transfer, Jupiter, Imperium i Replay (liderem grupy był Witek Łukaszewski).
W latach 1986–1990 współpracował z wokalistą i pianistą z Wojciechem Skowrońskim w jego zespole Woytek Band. W czerwcu 1987 roku w Studiu Nagrań Muzycznych PR Poznań „Giełda”, nagrał jego czwarty longplay pt. Jak się bawisz? i piosenkę do programu telewizyjnego pt. Dziecko potrafi, a także podkład muzyczny do filmu reklamowego samochodu – prawdopodobnie marki Polonez (po latach Niedźwiedziński nie ma całkowitej pewności, co do marki samochodu).

Współpracę z Wojciechem Skowrońskim rozpocząłem jesienią 1986 roku. W zespole Wojtka zwolniło się miejsce gitarzysty, bo grający dotychczas Tomek Dziubiński dostał kontrakt zagraniczny. Do zespołu zarekomendował mnie Wiesław Lustyk – perkusista z którym grałem wcześniej w rockowej grupie Replay. Wojtkowi bardzo odpowiadał mój styl gry oparty na rytmie, bo przecież szybkie boogie-woogie i podziałowe partie wokalne wykonywane scatem to jego żywioł... Ten styl śpiewu był znakiem rozpoznawczym Wojtka... Po kilku próbach pojechałem na trasę Dinozaury polskiego rocka – organizowaną przez Franciszka Walickiego... Występowaliśmy w większych miastach Polski, grając wspomnieniowy repertuar z lat 60. wraz z Wojciechem Kordą, Andrzejem Nebeskim, Katarzyną Sobczyk, Heleną Majdaniec i muzykami grającymi niegdyś w „kolorowych” zespołach big beatowych... Trasa była XX dużym wydarzeniem muzycznym, anonsowanym i relacjonowanym w Telewizji. Nasz koncert zarejestrowano w Chorzowie (1986). Ponadto poznańska Telewizja nagrała nasz występ w Auli Uniwersyteckiej w Poznaniu (1987). W 1988 roku występowaliśmy na festiwalu Leverkusener Jazztage w hali miejskiej Leverkusen w Niemczech. Festiwal organizowany jest co roku do dziś i prezentuje jazzowych artystów z całego świata... Po festiwalu była krótka trasa w niemieckich klubach muzycznych (Stuttgart, Solingen)... W Polsce graliśmy regularne koncerty, co było naszym źródłem utrzymania. Warto zaznaczyć że występując w niemieckich klubach, graliśmy bluesy i standardy jazzowe obok polskojęzycznych rock and rolli i boogie... Niestety w latach 80. w Polsce. Klubowe granie w tym stylu należało do rzadkości... W 1988 roku zarejestrowaliśmy udany koncert w Domu Muzyki i Tańca w Zabrzu. Ponownie wyjechaliśmy na Festiwal do Leverkusen w 1989 roku. I na koncerty do Berlina i Kolonii... Graliśmy również za wschodnia granicą... W tymże roku wystąpiliśmy dla Polonii na Białorusi i Litwie... Również w 1989 roku występowaliśmy na festiwalu w Opolu z piosenką Katarzyny Gaertner Kozi Blues... Na przełomie 1990/91 roku zawiesiliśmy działalność ze względu na chorobę Wojtka i konieczną rekonwalescencję po operacji. Niestety wokalnie Wojtek już nie odzyskał sprawności i już więcej niczego nie zagraliśmy... Występowaliśmy jako „Woytek Band” w stałym składzie: Wiesław Lustyk – perkusja, Lech Niedźwiedziński – gitara, Zenon Strzałkowski – gitara basowa oraz zmieniający się keyboardziści na występach w kraju, gdy akompaniowaliśmy również innym wykonawcom: Andrzej Mikołajczak, Ryszard Szutta (także saksofon), Zygmunt Szram, Jerzy Grabowski.

W latach 1991–1995 zasilał składy zespołów bluesowych Hot Mix i Droga do nieba, które powstały na bazie muzyków leszczyńskich.
Od stycznia 2002 roku sporadycznie występuje z Jarosławem Jaromin Drażewskim i jego zespołem Blues Flowers. Ponadto obydwaj wystąpili gościnnie z Kasą Chorych.
Od wiosny 2007 roku gitarzysta prezentował bluesowo-rockowy program zatytułowany Rhythm Machine w oparciu o byłych muzyków zespołu Wojciecha Skowrońskiego, tj.: Zenona Strzałkowskiego (gitara basowa) i Wiesława Lustyka (perkusja).
W 2009 roku założył zespół Blues & Funky Fun, który wykonywał program autorski i który wraz z nim współtworzyli: Tomasz Nowicki (harmonijka ustna), Joanna Dudkowska (gitara basowa) i Tomasz Boguś (perkusja). Z zespołem występował gościnnie Jarosław Jaromi Drażewski. W tym składzie grupa ma na swym koncie liczne występy w klubach i na festiwalach bluesowych (m.in. Blues Express w Zakrzewie, Blues Folk Meeting w Reszlu, Festiwal Rock, Blues i Motocykle w Łagowie). W 2013 i 2014 roku po zmianie składu (w 2013 roku dołączył gitarzysta Jacek Tamborski i basista Witold Kalitka) zespół dwukrotnie wystąpił w Jarocinie w ramach cyklu Jarocin Come Back.
Obecnie występuje Lech Niedźwiedziński Funky Band. W sierpniu 2017 roku grupa nagrała album pt. Miłość jak głód. Zespół okazjonalnie występuje także z innymi wykonawcami: kilkukrotnie z Jerzym Styczyńskim, włoskim Wild Shooter Bandem oraz z liderem tego zespołu Marco Bartoccioni’m (2014, 2015 i 2018). Po kilku latach Funky Band rozrósł się do kwintetu, który wraz z jego liderem tworzą: Jacek Tamborski (gitara), Piotr Piotrowski (keyboard), Krzysztof Droździk (gitara basowa), Tomasz Boguś (perkusja). W styczniu 2020 roku formacja zarejestrowała swój koncert w Bibliotece Ratuszowej w Lesznie, który został utrwalony na nośniku blu-ray.